# Michel Lotito
Michel Lotito (15. juni 1950 i Grenoble – 25. juni 2007) var en fransk entertainer, der i især blev berømt for at indtage uspisellige objekter. Han blev kendt som Monsieur Mangetout, der kan oversættes til Hr. Spiseralt.